# Кашка-Джол
Кашка-Джол (кирг. Кашка-Жол) — село в Кара-Кульджинском районе Ошской области Кыргызстана. Входит в состав Кара-Кочкорского айылного аймака.

## География
Село расположено в северо-восточной части области, на правом берегу реки Каракульджа, на расстоянии приблизительно 11 километров (по прямой) к северо-западу от села Кара-Кульджа, административного центра района.

## Население
Согласно оценочным данным Национального статистического комитета Кыргызской Республики, на начало 2023 года постоянное население в селе отсутствовало.
| год     | 2009 | 2014 | 2015 | 2020 | 2021 | 2023 |
| ------- | ---- | ---- | ---- | ---- | ---- | ---- |
| человек | 0    | 0    | 0    | 0    | 0    | 0    |